# Protwa
Protwa (russisch Протва́) ist ein 282 Kilometer langer linker Nebenfluss der Oka, der durch die Oblaste Moskau und Kaluga in Russland fließt. Das Einzugsgebiet umfasst etwa 4620 Quadratkilometer. Der Fluss friert regelmäßig im Dezember zu und bleibt bis in den frühen April vereist. Ein Hauptnebenfluss ist die Luscha.
Die größten Orte entlang der Protwa sind Wereja, Borowsk, Protwino und Obninsk.